# Поцомаджоре
Поцомаджо̀ре (на италиански: Pozzomaggiore; на сардински: Puttumajore, Путумайоре, на местен диалект Pottumaggiore, Потумаджоре) е малко градче и община в Южна Италия, провинция Сасари, автономен регион и остров Сардиния. Разположено е на 450 m надморска височина. Населението на общината е 2755 души (към 2010 г.).